# Ваврова, Дана
Да́на Ва́врова (чеш. Dana Vávrová; 9 августа 1967 года, Прага, Чехословакия — 5 февраля 2009 года, Мюнхен, Бавария, Германия) — чешско-немецкая актриса, режиссёр, сценаристка и продюсер. Обладательница премии Deutscher Filmpreis. Награждена орденом «За заслуги перед ФРГ».

## Биография
На её родине Ваврова стала кинозвездой уже в детстве, в возрасте 6 лет — она выступала в детских фильмах и сказках, играла в телевизионных сериалах «Пан Тау» («господин Тау») и «Арабелла». В 1982 году благодаря роли молодой Янины Давид в немецком десятисерийном сериале «Часть неба» она стала известна и в Германии. За эту роль она получила призы «Золотая камера», «Золотой Гонг» и приз Адольфа Гримма.
Всего сыграла около 50-ти ролей в фильмах и сериалах. В начале 1990-х годов помимо карьеры актрисы Дана также стала кинорежиссёром, сценаристом и кинопродюсером.
С 1986 года и до своей смерти в 2009 году Дана была замужем за известным режиссёром, оператором и продюсером Йозефом Фильсмайером, который был старше её на 28 лет. Они познакомились на съёмках фильма «Часть неба» когда ей было 19 лет. В 1988 году она сыграла в фильме «Осеннее молоко» её мужа главную женскую роль Анны Вимшнайдер. Этот фильм был режиссёрским дебютом Йозефа Фильсмайера. За эту роль Ваврова получила в 1989 году вместе с её партнёром по фильму Вернером Штокером приз «лучшие молодые актёры» баварского, а затем и немецкого фестиваля. В этом же году она получает немецкий актёрский приз «Туфля Чаплина» как лучшая молодая актриса. Эти призы она получает в дальнейшем неоднократно — за фильмы «Часть неба», «Рама дама», «Сталинград», «Comedian Harmonists» («Комедианты-музыканты»), «Спящий брат», а также за фильм «Медведь убежал», где она сама была режиссёром. Её последняя режиссёрская работа в фильме «Последний поезд» — после того, как Йозеф Фильсмайер поранился на съёмках.
У супругов родилось трое дочерей: Янина (28.09.86), Тереза (08.06.89) и Джозефина (08.12.92), которые стали актрисами. Роды второй дочери Терезы в 1989 году были сняты и использованы в фильме «Рама дама».
Старшая сестра Даны Вавровой — актриса Гана Германкова (01.03.63), работала телеведущей на чешском телевидении.
41-летняя Дана ушла из жизни 5 февраля 2009 года в Мюнхене (Бавария, Германия). Причина смерти — рак.